# Harris Gut (Trinity Palmetto Point)
Harris Gut ist ein so genannter ghaut (gut), ein ephemeres Gewässer ähnlich einer Fiumara, auf St. Kitts, im karibischen Inselstaat St. Kitts und Nevis.

## Geographie
Der Fluss entspringt im Süden von St. Kitts, hoch am Hang des Olivees Mountain. Im Westen schließt sich das Einzugsgebiet des French River an, während im Osten der nächste temporäre Bach Gillews Gut die Grenze zum Parish Saint George Basseterre bildet.
Auf der Nordseite der Insel gibt es den gleichnamigen Harris Gut.